# Carmen Rupe
Carmen Rupe (Taumarunui, 10 de outubro de 1936 – Sydney, 15 de dezembro de 2011), foi uma drag queen neozelandesa, dona de bordel, ativista antidiscriminação, aspirante a política e ativista no combate ao HIV/AIDS. Carmen Rupe foi a primeira drag queen da Nova Zelândia a alcançar o status de celebridade. Ela era uma mulher trans.

## Primeiros anos e carreira
Nascida em Taumarunui, Rupe tinha doze irmãos. Sua mãe era descendente de Ngāti Hāua e Ngāti Heke-a-Wai, enquanto seu pai era de Ngāti Maniapoto. Ela se mudou para os centros urbanos de Auckland e Wellington. Depois de fazer apresentações de drag enquanto fazia treinamento militar obrigatório e períodos trabalhando como enfermeira e garçonete, Rupe mudou-se para Kings Cross, em Sydney, no final da década de 1950. Na década de 1970, ela se tornou notória pelos locais sexualmente tolerantes que estabeleceu em Wellington e era conhecida como uma figura matriarcal entre as comunidades trans locais. Ela foi notada como amiga e figura inspiradora de Dana de Milo, outra proeminente ativista transgênero.
Tomando o nome da dançarina de flamenco romani Carmen Amaya, Rupe se tornou a primeira artista drag maori da Austrália e, a partir de então, viveu como mulher. Uma série de trabalhos se seguiram, incluindo trabalho com cobras, dança hula e prostituição. Carmen nunca trabalhou formalmente no Les Girls, mas ao longo dos anos fez algumas participações especiais. Ela descreveu como a polícia local a tratou: "Fui presa em Long Bay cerca de uma dúzia de vezes. Mas isso me tornou uma pessoa mais forte hoje."

## Caso Police vs. Rupe
Em 1966, Rupe foi presa enquanto esperava um táxi após uma noite fora, acusada pela polícia de "frequentar com intenção criminosa" por estar usando roupas femininas. Apesar de Rupe ter sido identificada pelo gênero errado, o caso foi um marco para a comunidade trans, pois o Juiz McCarthy decidiu que "não conseguiu encontrar nada em nossa lei que diga que é ilegal para um homem se vestir com roupas femininas".

## Autobiografia
Em 1988, foi publicada uma autobiografia, descrevendo suas aventuras "de estudante a empresária de sucesso". Carmen: My Life foi escrita com Paul Martin e publicada pela Benton Ross.

## Ativismo político LGBT

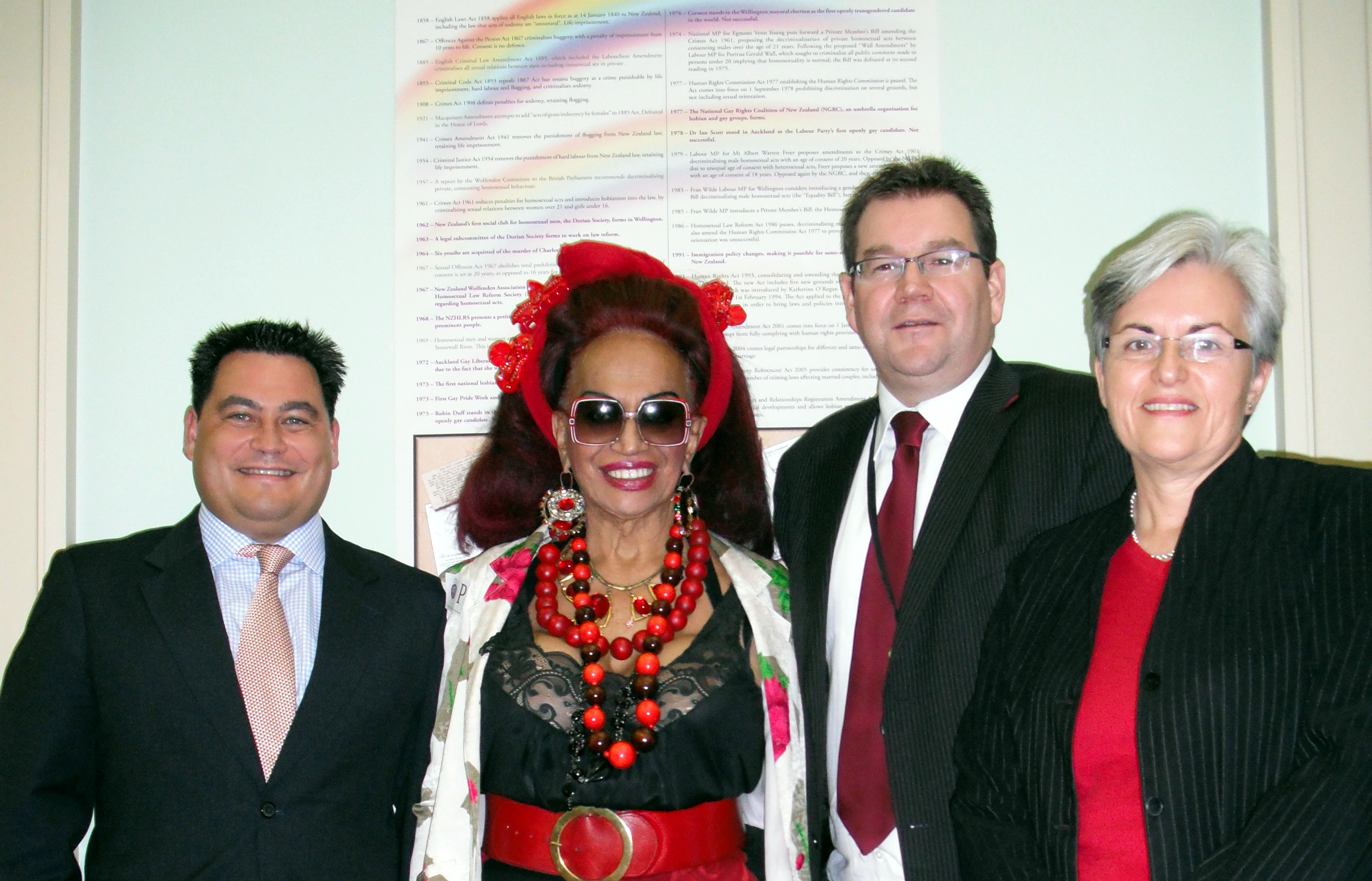
Rupe em 2009 em Wellington com Charles Chauvel (à esquerda), Grant Robertson e Maryan Street

Em Wellington, Carmen administrava o Carmen's International Coffee Lounge e o clube de striptease Balcony. Apesar da lei criminalizar atos homossexuais, Carmen desafiou a discriminação e o preconceito evidentes contra pessoas nas comunidades gay e transgênero. Ela não tinha medo de falar com a imprensa e foi convocada a comparecer perante o Comitê de Privilégios pelo Primeiro Ministro Robert Muldoon por sugerir que alguns parlamentares eram gays ou bissexuais.
Em 1977, ela concorreu à prefeitura de Wellington, com o apoio do empresário local Sir Bob Jones, com os slogans "Get in behind" e "Carmen for mayor e uma plataforma de casamento gay e bordéis legalizados, embora nenhum desses seja um assunto de governo local na Nova Zelândia. Michael Fowler foi reeleito como prefeito.

## Últimos anos
Rupe retornou a Surry Hills, Sydney, onde viveu o resto de sua vida. Em 2003, ela foi introduzida no Hall da Fama da Variety. Em 2008, ela andou de scooter de mobilidade sem camisa na cabeça do carro alegórico da Década das Divas no Mardi Gras Gay e Lésbico. Ela era um membro proeminente do Agender, o grupo transgênero da Nova Zelândia.
Rupe morreu de insuficiência renal no Hospital St Vincent, em Sydney, em 15 de dezembro de 2011, após uma queda e cirurgia no quadril no início do ano; ela tinha 75 anos.

## Legado

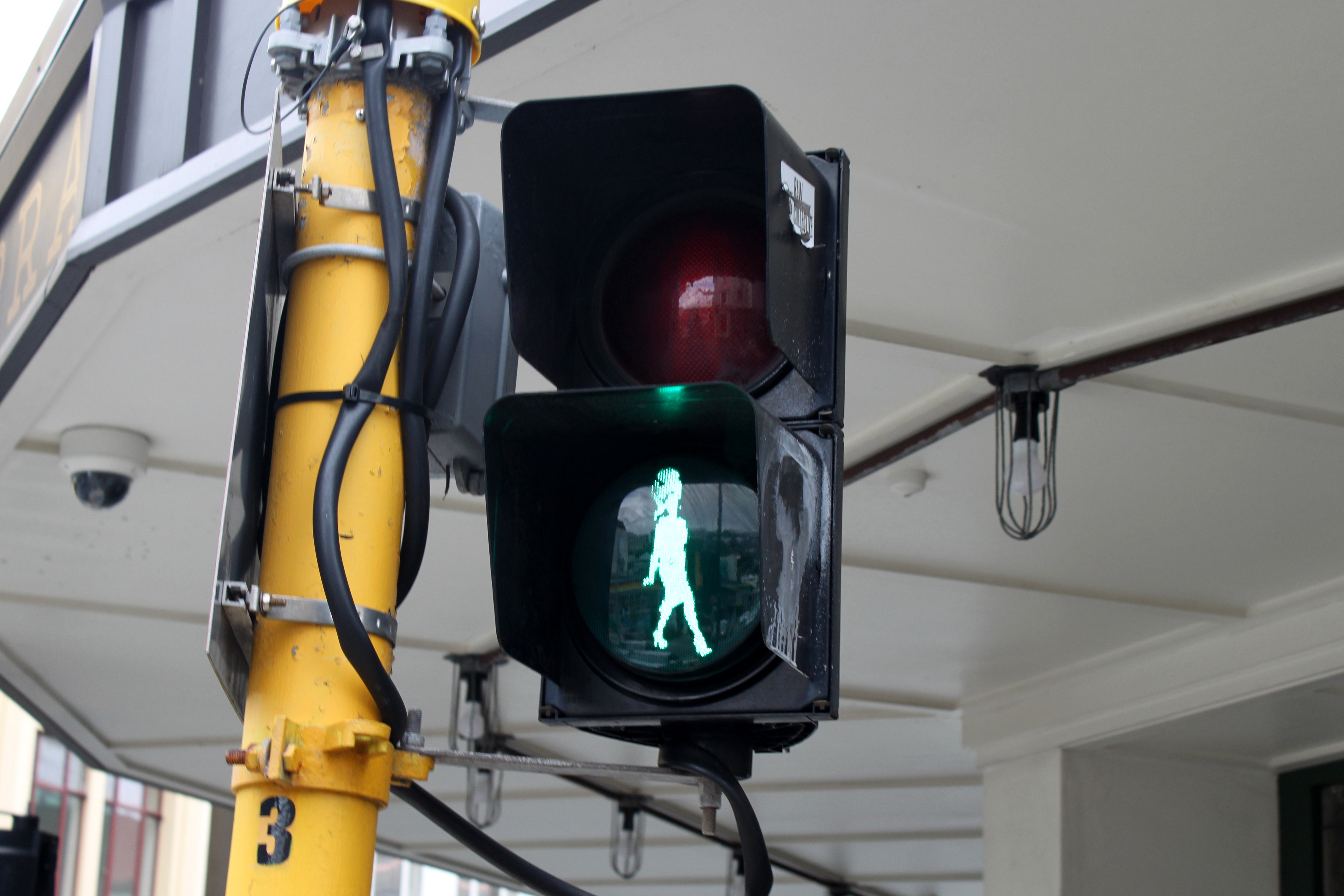
Um semáforo verde para pedestres representando Rupe na Cuba Street, Wellington

Rupe foi citada como um modelo a seguir pela deputada Georgina Beyer, a primeira parlamentar abertamente transgênero do mundo. A amiga de longa data e ex-vereadora do Distrito de Grey, Jacquie Grant, escreveu uma homenagem a Rupe e, em seu tangi, fez um elogio fúnebre.
A ex-prefeita de Wellington, Celia Wade-Brown, declarou apoio à construção de uma estátua de Rupe em Wellington: "Admirei sua força em viver sua vida em seus termos e se levantar contra a discriminação."
Quatro conjuntos de semáforos ao longo da Cuba Street, em Wellington, estão equipados com luzes verdes para pedestres representando Rupe. As luzes foram instaladas em agosto de 2016 para coincidir com o 30.º aniversário da Lei de Reforma da Legislação Homossexual.
Em 2020, foi lançado o curta-metragem GURL baseado na vida de Rupe. O curta-metragem foi uma prequela do longa-metragem The Book of Carmen, que está atualmente em pré-produção. O filme foi dirigido, produzido e escrito por Mika X.